# Ахмед Жауаші
Ахмед Жауаші (араб. أحمد الجواشي, нар. 13 липня 1975) — туніський футболіст, що грав на позиції воротаря.
Виступав, зокрема, за клуби «Монастір» та «Сфаксьєн», а також національну збірну Тунісу.

## Клубна кар'єра
У дорослому футболі дебютував 2001 року виступами за команду клубу «Монастір».
Своєю грою за цю команду привернув увагу представників тренерського штабу клубу «Сфаксьєн», до складу якого приєднався 2004 року. Відіграв за сфакську команду наступні три сезони своєї ігрової кар'єри.
Протягом 2007—2009 років захищав кольори команди клубу «Етюаль дю Сахель».
Завершив професійну ігрову кар'єру у клубі «Хаммам-Ліф», за команду якого виступав протягом 2009—2010 років.

## Виступи за збірну
У 2002 році дебютував в офіційних матчах у складі національної збірної Тунісу.
У складі збірної був учасником чемпіонату світу 2002 року в Японії і Південній Кореї, Кубка африканських націй 2002 року у Малі.